# Ктезифон

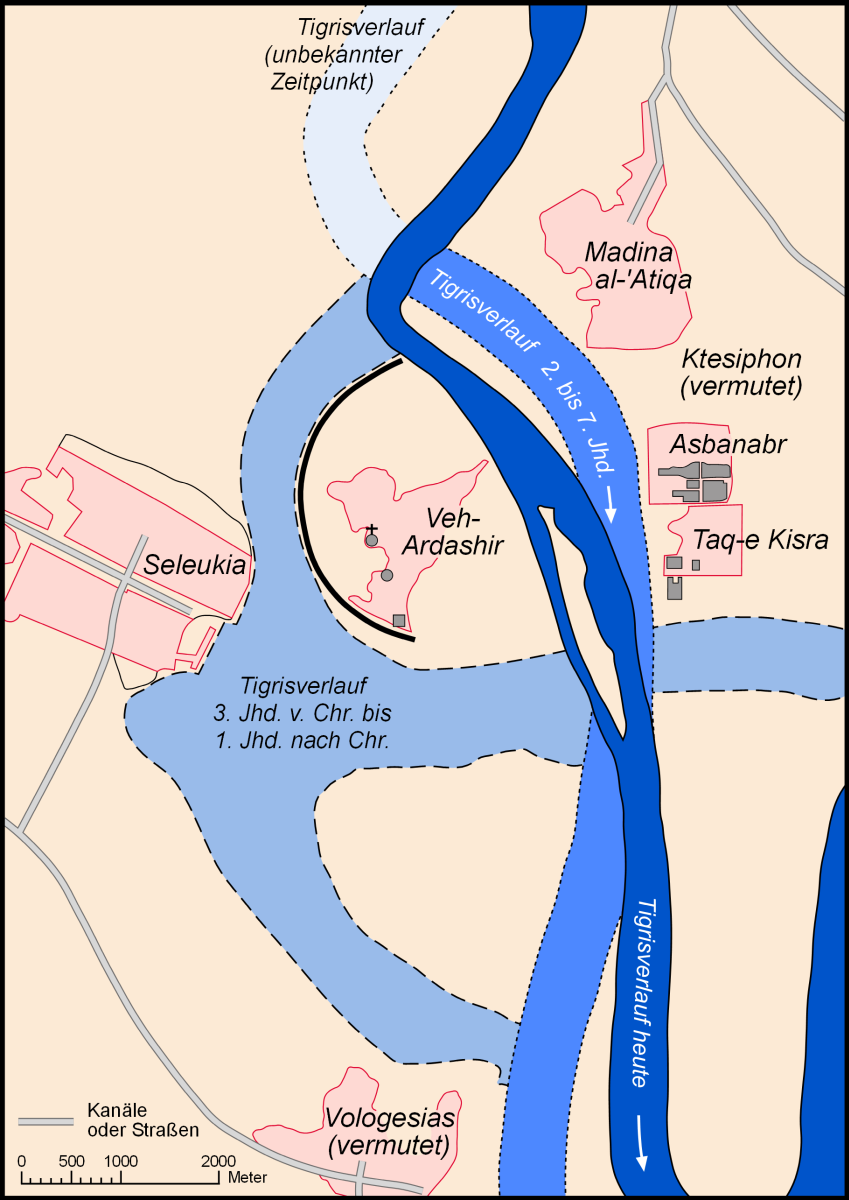
Мапа

Ктезифон (Ктесифон), також Тайсафун, Мадаїн (грец. Κτησιφῶν (Ktēsiphōn), пехл. Tyspwn, перс. تیسفون (Tisfun), араб. قطسيفون (Qaṭaysfūn), вірм. Տիզբոն (Tizbon)) — колишнє місто в Месопотамії на березі Тигру, яке було столицею Парфянського царства та літньою столицею імперії Сассанідів.

## Географія
Руїни міста лежать в сучасному Іраку, 35 км на південь від Багдаду.
На протилежному березі Тигру знаходилося інше місто, центр елліністичної культури, Селевкія.

## Історія
З I століття до н. е. до початку III ст. — зимова резиденція Аршакидів — царів Парфії. З II ст. н. е. Ктезифон неодноразово завойовували римляни.
З 226/227 — столиця держави Сасанідів й одне з найбільших і найбагатших міст на Близькому Сході.
У 630-х захоплений і зруйнований арабами.
Селевкія-Ктезифон був центром несторіанства, яке до VI століття вийшло з контактів із ортодоксальним християнством, але почало набувати поширення в Південній та Східній Азії. Престол несторіанського патріархату було перенесено до Багдаду близько 751 року.

## Пам'ятки
На східному березі Тигра збереглися залишки сасанідського царського палацу Так-Касра (обпалена цегла; датується III або V ст.) з гігантським склепінчастим айваном (тронна зала; проліт арки 25, 63 м). Фасад був оздоблений ярусами аркатур. Розкопками виявлені фрагменти стукової декорації.

## Галерея

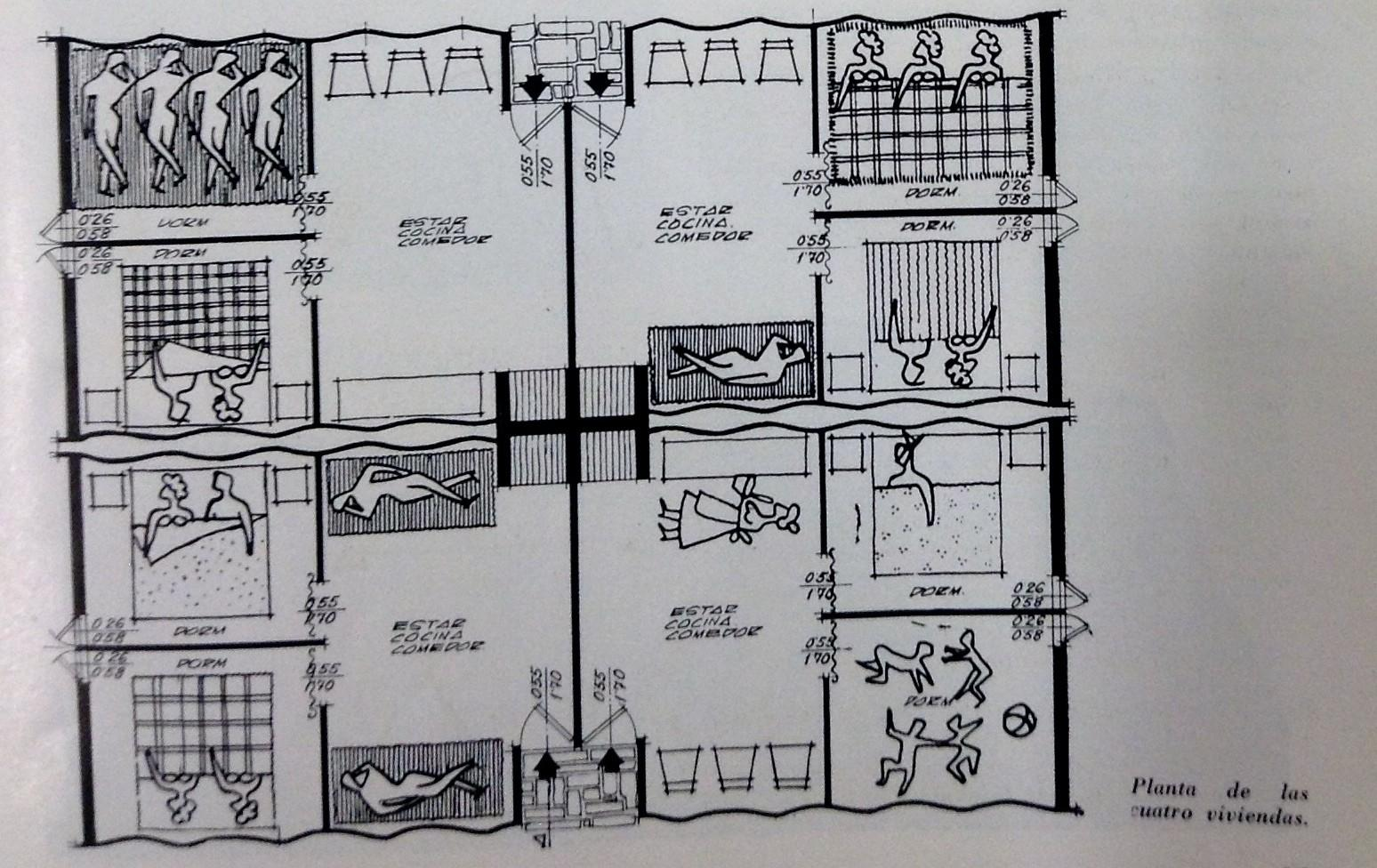
Палацовий комплекс
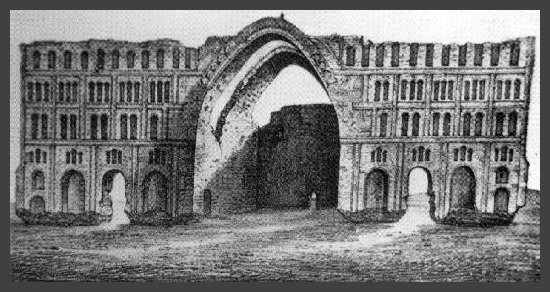
1824
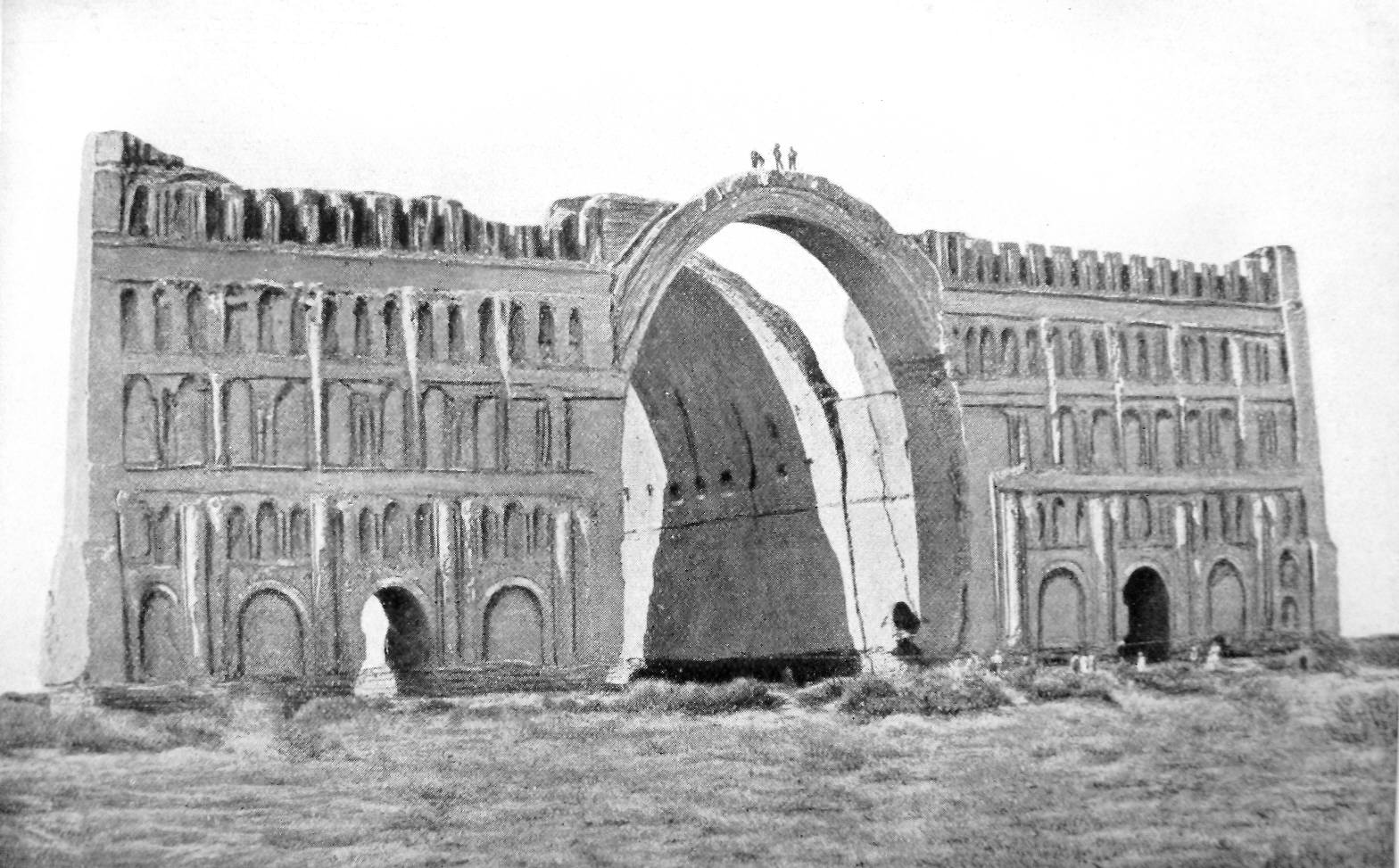
Так Касра, 1864
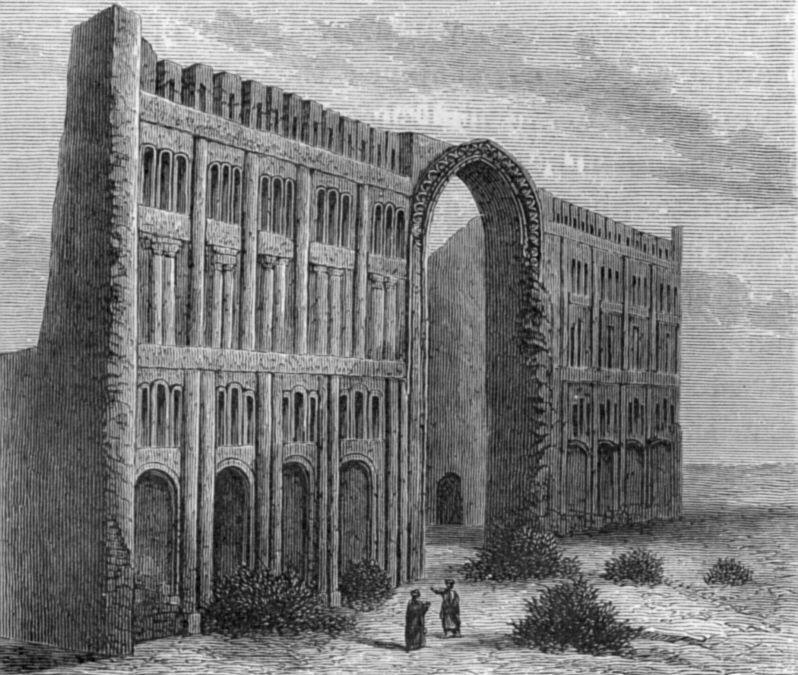
1876
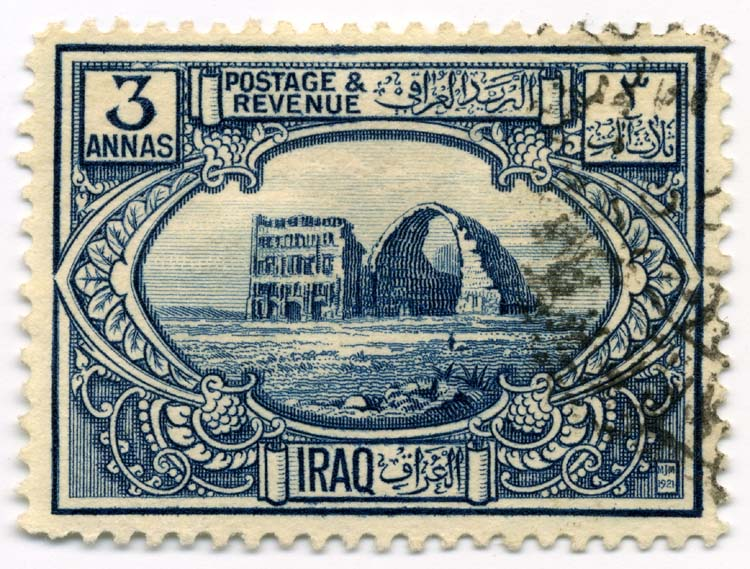
Іракська поштова марка з аркою, 1923
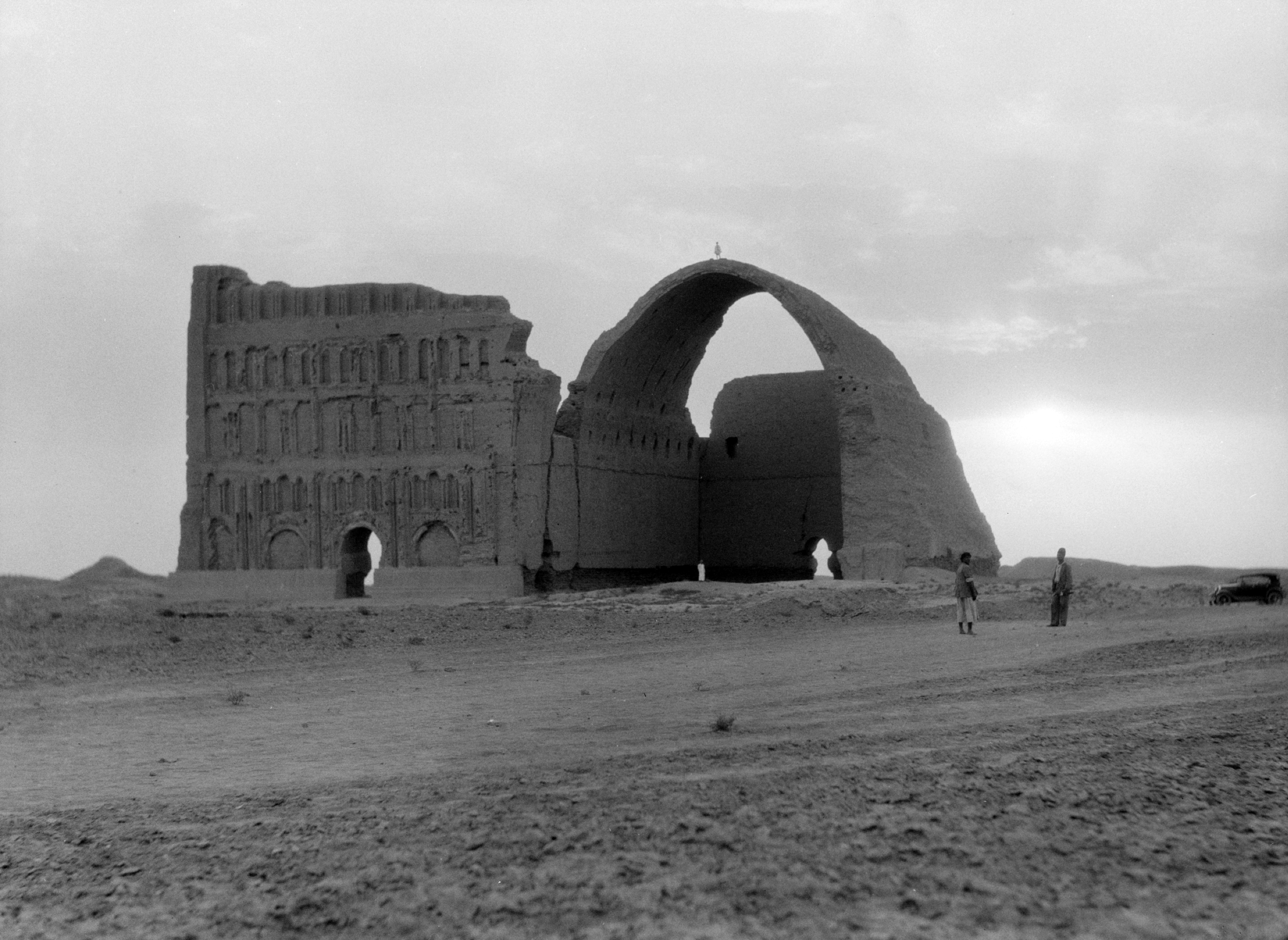
Так Касра, 1932
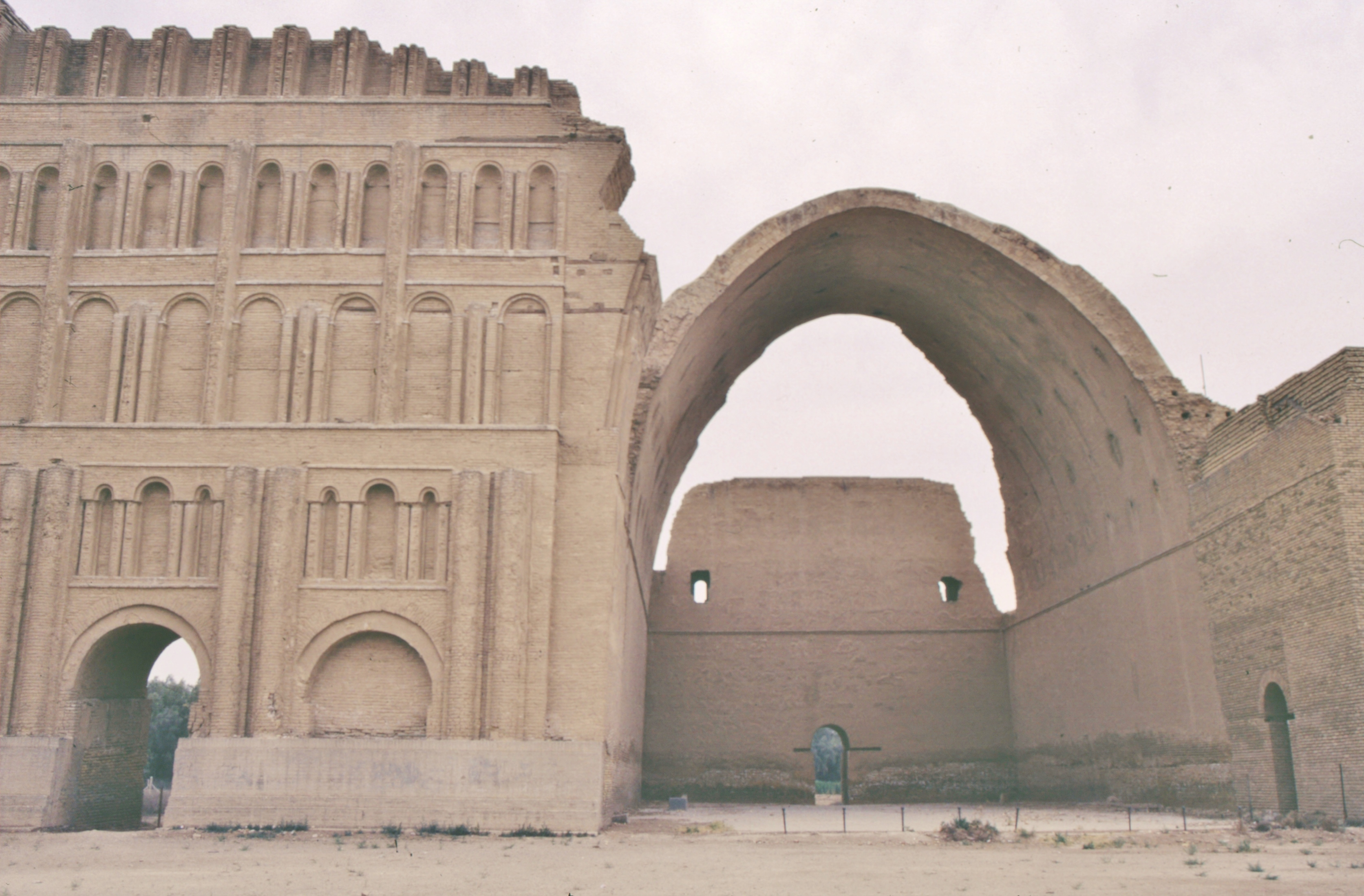
Так Касра, 1990
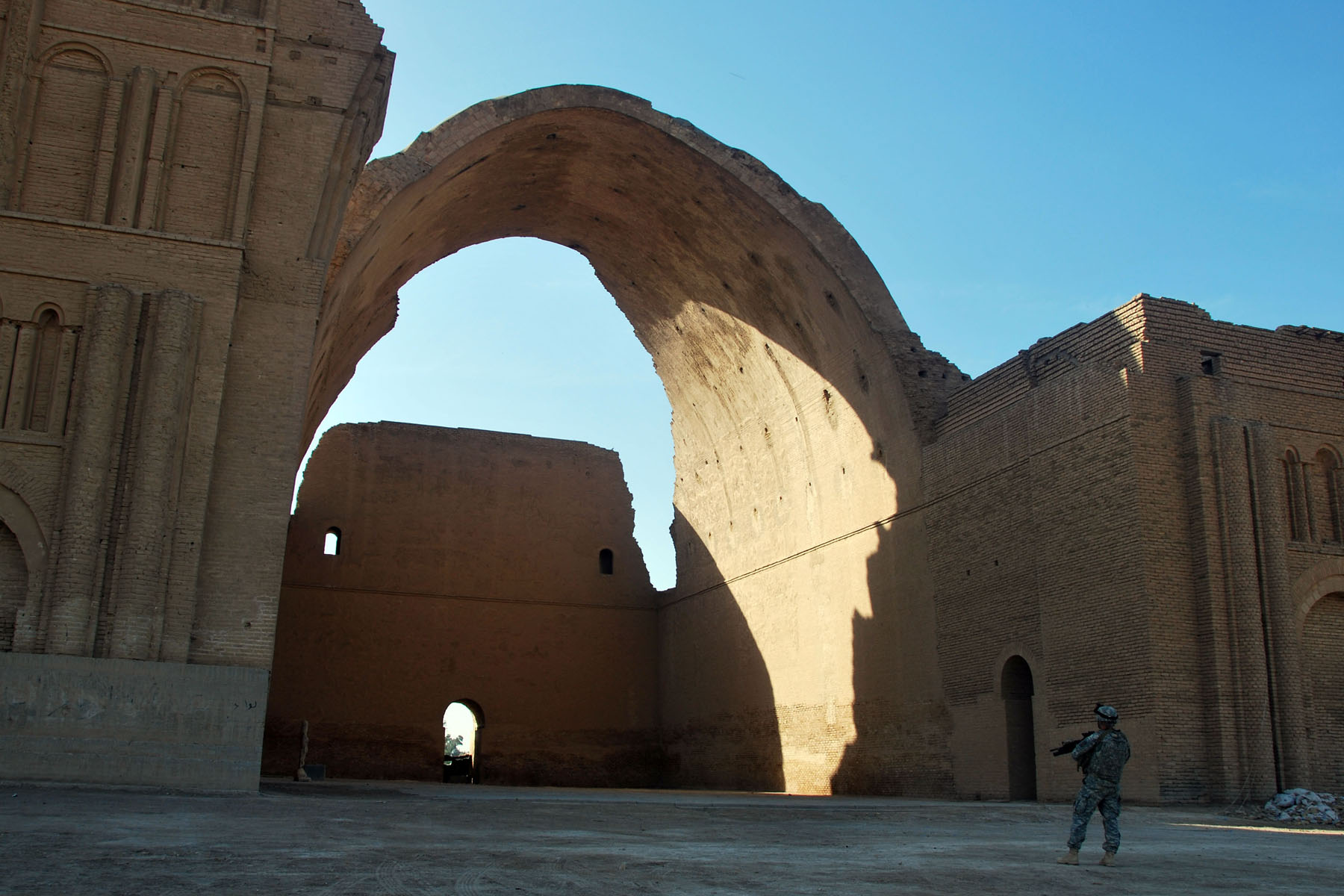
Залишки Так Касра, 2008